# 原爆の子 (映画)
『原爆の子』（げんばくのこ）は、1952年（昭和27年）8月6日公開の日本映画である。近代映画協会製作、北星配給。監督は新藤兼人、主演は乙羽信子。モノクロ、スタンダード、97分。
長田新が編纂した作文集『原爆の子〜広島の少年少女のうったえ』（岩波書店、のち文庫）を基にした作品で、戦後初めて原爆を直接取り上げた映画とされている。

## 概要
作文集『原爆の子〜広島の少年少女のうったえ』の映画化として近代映画協会と日教組から企画が持ち上がる。新藤は映画『長崎の鐘』で脚本を手掛けたがGHQの検閲により場面をいくつか削除されている。そこで検閲解除後に再び映画製作を企図した。一時は日教組との共同制作の話もあったが、新藤の脚本に「原爆の真実の姿が広く知らされない」と難色を示し、両者は決裂。日教組は、関川秀雄監督で『ひろしま』を制作している。
また当初は、大映と近代映画協会の提携で製作の予定だったが、政治的な反響を恐れた大映が製作直前に降りたため、近代映協はじめての自主製作となったといういきさつがあったが、これが近代映協のその後の歩みを決定づけた。
製作面では劇団民芸との共同製作という形でこの映画を完成。
1952年8月6日に公開。原爆投下7年後も続く被爆者の苦しみに焦点をあてた作風が高い評価を受け、製作費300万円の独立プロの作品としては異例の配給収入5000万円をあげる。また文部省特選映画にも選定された。

## あらすじ
1945年8月6日、広島に原爆が投下され、当時広島に住んでいた石川孝子（乙羽信子）は家族の中でたった一人生き残ったのである。戦後、瀬戸内海の小島で小学校の教師をしていたが、原爆被災の頃に勤務していた幼稚園の園児達の近況について消息を確認したいと思い、小学校の夏休みを利用して、久しぶりに故郷広島を訪れる。
孝子は元奉公人の岩吉と再会するが、彼は顔にケロイドが残り視力を失っていた。孝子は園児達の今を知るべく、彼らを訪ね歩く。原爆症で父親を亡くしたばかりの子、教会にひきとられ白血病に苦しむ子。孝子は岩吉の死後、孤児院に預けられていた孫の太郎をひきとり、帰りの船に乗る。

## スタッフ
- 監督・脚本：新藤兼人
- 製作：吉村公三郎
- 協力製作：山田典吾、絲屋寿雄、能登節雄
- 撮影：伊藤武夫
- 音楽：伊福部昭
- 美術：丸茂孝
- 編集：今泉善珠

## キャスト
- 石川孝子：乙羽信子
- 岩吉爺さん：滝沢修
- 石川利明：清水将夫
- 孝司：宇野重吉
- 新生学園の職員：山内明
- 労働者風の男：多々良純
- 夏江の夫：下元勉
- 三平の家の近所のひと：大滝秀治
- 庄司永健
- 医者：芦田伸介
- 早吉：伊達信
- 石川せつ：細川ちか子
- おとよ婆さん：北林谷栄
- 桜井良子
- 森川夏江：斎藤美和
- 咲江：奈良岡朋子
- 早吉の妻・千代：高野由美
- 教会員：小夜福子
- 富田浩太郎
- 垂水悟郎
- 松下達夫
- 孝子の同僚：日野道夫
- 孝子の同僚：佐々木すみ江
- 田中敬子
- 三平の家の近所のひと：原ひさ子
- 馬喰：東野英治郎
- 木島浩造：寺島雄作
- 船長：殿山泰司
- 柳谷寛（第一協団）
- 木島おいね：英百合子
- 岩吉の孫・太郎：伊東隆

## 日本国外での公開
1953年（昭和28年）、カンヌ国際映画祭に出品された。しかし、外務省はアメリカの対日感情を刺激することを怖れて、西村熊雄駐仏大使に、主催者からの参加拒否の依頼、参加の場合も受賞は辞退とするように電報を送ったが、フランス外務省と協議した西村は「政府が介入すればかえって世界の注意を引くだけであるから、取り扱いは映画祭当局の判断に任せる方を適当とする意見一致した」として、そうした工作は実行されなかった。また西ドイツでは反戦映画として軍当局に没収されるなど各国で物議を醸したが、"原爆許すまじ"という世界の声に合致し、各国で大きな反響を呼び、1954年（昭和29年）には第8回カルロヴィ・ヴァリ国際映画祭で平和賞、1956年（昭和31年）には第10回英国アカデミー賞で国連平和賞やポーランドジャーナリスト協会名誉賞など多くの賞を受賞し、世界に於いて反核映画の第1号となった。現在もこの映画はヨーロッパでたびたび上映されている。アメリカでは1995年（平成7年）にカリフォルニア州の大学の博物館で上映、2011年（平成23年）にはニューヨーク市ブルックリン区で上映された。

## 受賞歴
- 1954年：第8回カルロヴィ・ヴァリ国際映画祭 平和賞
- 1956年：第10回英国アカデミー賞 国連平和賞